# Ermitage de Notre-Dame-de-Consolation (Essonne)

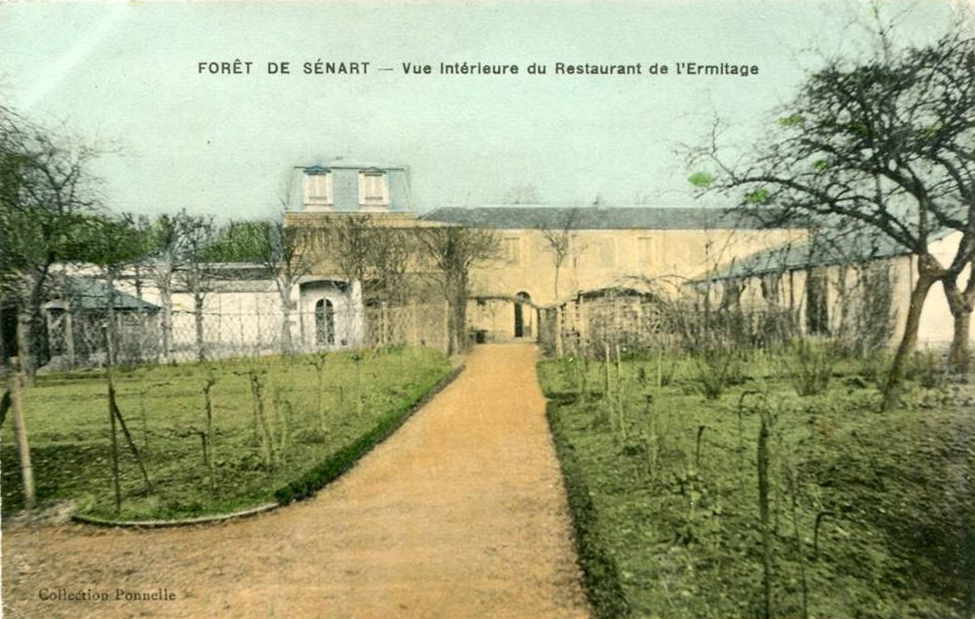
Innenansicht vom Restaurant der Einsiedelei

Die Ermitage de Notre-Dame-de-Consalation in Draveil ist eine alte Einsiedelei, die im Forêt de Sénart liegt. Sie diente dem Fotografen Nadar von 1887 bis 1894 als Unterkunft.

## Geographische Lage
Die Einsiedelei ist ein Weiler der Gemeinde Draveil und liegt im Forêt de Sénart an der Kreuzung der Forstwege der Ermitage und der Eiche von d'Antin.

## Geschichte

### Vom Ursprung bis heute

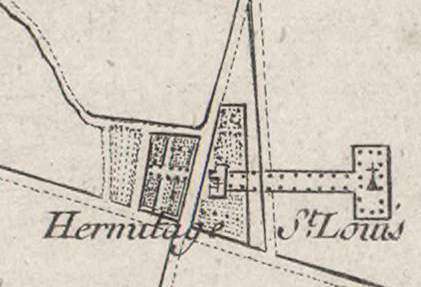
Topographisch verkleinerte Karte der Einsiedelei von Sénart im Jahr 1750

Nach der Legende wurde die Einsiedelei von Ludwig IX. (Frankreich) (Ludwig der Heilige) gegründet, der im Forêt de Sénart eine Kapelle errichten ließ, um sich zu sammeln und hier seine Gebete zu verrichten, wenn er sich zur Jagd hier aufhielt. Die erste Erwähnung der Einsiedelei geht auf Kirchenregister (Vikarie) aus dem 13. Jahrhundert während der Regierungszeit von Ludwig IX. zurück. Sie wird darin als prioratus de Dravello geführt und gehörte zur Abtei von Hiverneau, die der Legende nach vom Heiligen Ludwig in Lésigny gegründet wurde. Die Abtei von Hiverneau wurde im 16. Jahrhundert aufgegeben. Andere Eremiten nahmen sie in der Folge ein, diese wurden jedoch 1627 vom Erzbischof von Paris wegen der herrschenden Unordnung vertrieben; die Einsiedelei wurde nun Notre-Dame de Consolation genannt.
Die Einsiedelei wurde 1695 den Kamaldulensern der Abtei Notre-Dame d'Yerres, nicht weit vom Forêt, übergeben. 1710 siedelt der Viscomte de Noailles die Eremiten von Mont Valérien an.
Am 22. Mai 1739 wurde die Kirche von Anne-Charles-Frédéric de la Trémoille wieder aufgebaut, wie dem Grundstein zu entnehmen ist, der gegenüber dem Gebäude des Hauses von Nadar zu entnehmen ist. Die Eremiten stellten zu jener Zeit einen Stoff her, der Sénardine genannt wurde, abgeleitet vom Namen "Forêt de Sénart".
1794 wurde die Eremitage als nationales Vermögen verkauft. Die Gebäude wurden dann verschieden genutzt bis zu dem Zeitpunkt, zu dem Privatpersonen – darunter auch Nadar – sie erwarben, um ab der zweiten Hälfte des 19. Jahrhunderts ihre Unterkünfte daraus zu machen. Ein Teil wurde dabei zum Restaurant umgebaut. Ein "Fest der Eremitage" zog viele Leute jeweils zu Beginn des Monats September an.

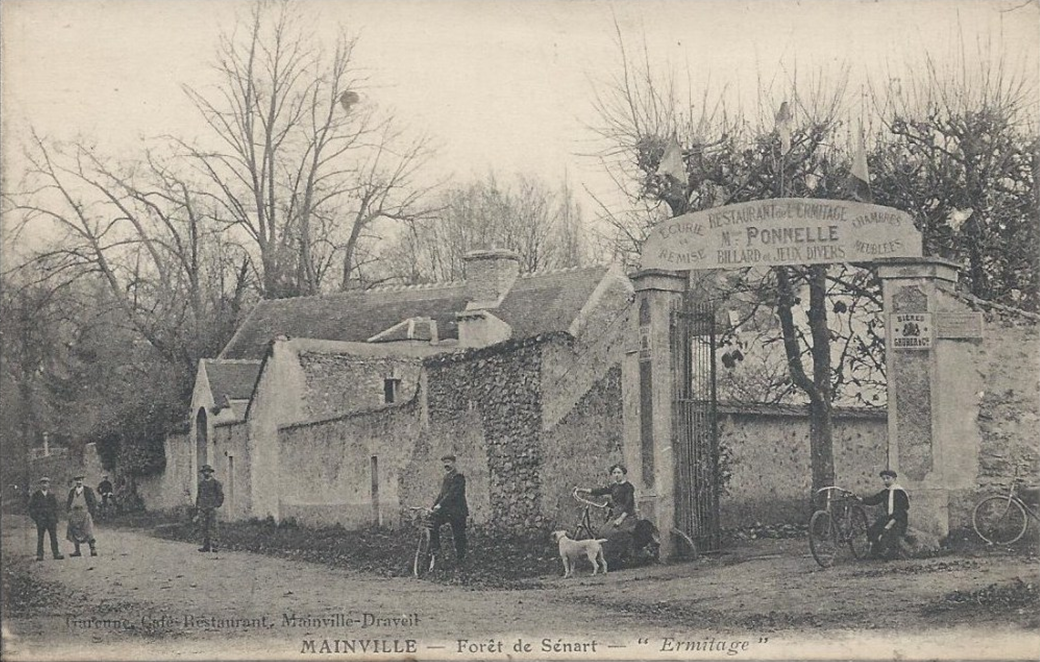
Eingang zur Eremitage
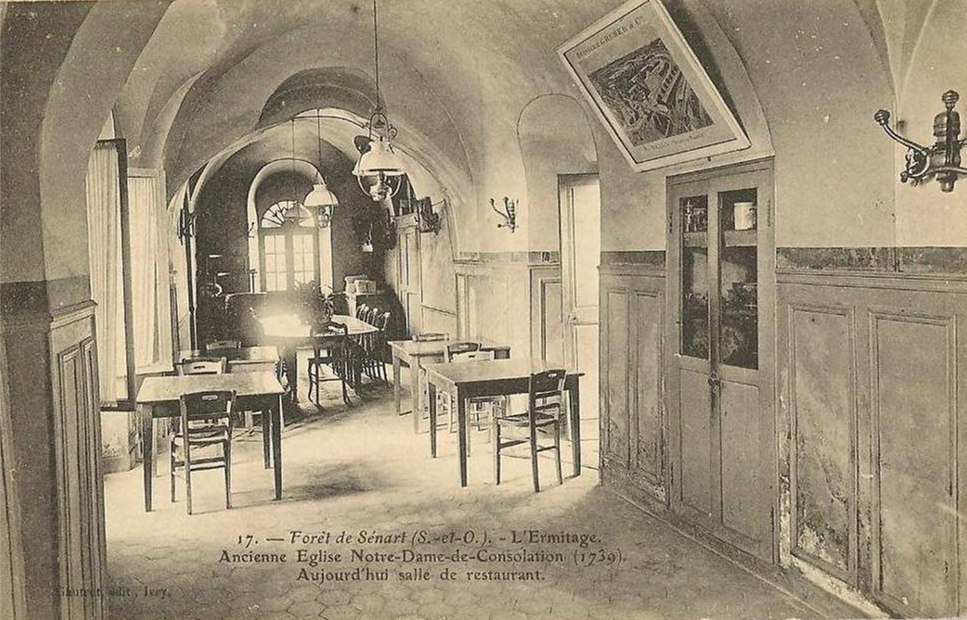
Inneres der alten Kirche, die in ein Restaurant umgewandelt wurde

### Nadar

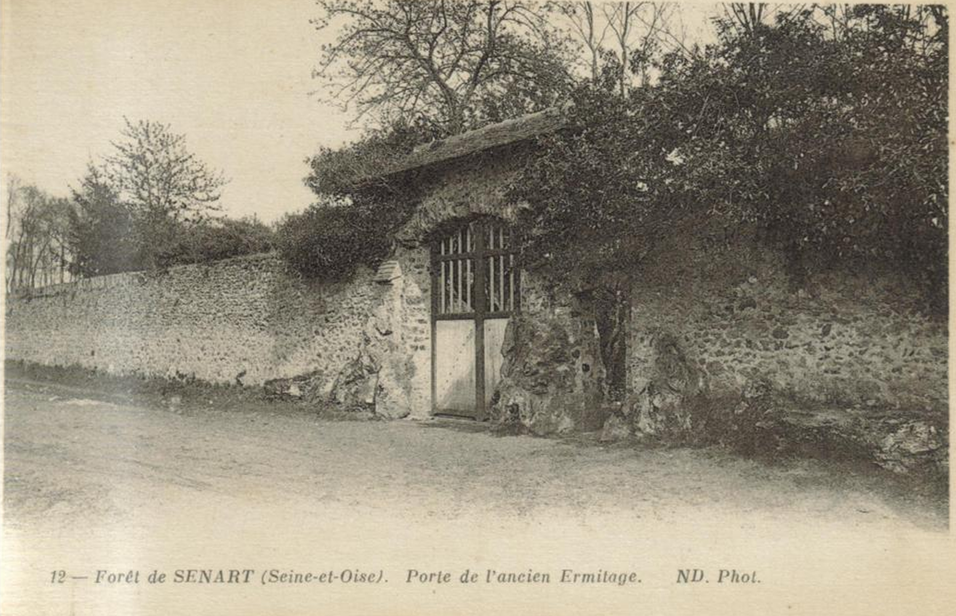
Eingang zum Nadar-Haus

Der Fotograf Nadar hatte sich 1887 in einem Gebäudeteil der ehemaligen Eremitage eingerichtet, wobei er es auf zwei Seiten verlängern und ein Stockwerk hinzufügen ließ. Hier richtete er sein Atelier ein und empfing Freunde. Er wurde durch die Pariser Kommune ruiniert und zog in den Forêt de Sénart, um seine an Plegie erkrankte Frau zu pflegen. Julia Daudet, die Frau von Alphonse Daudet, beschrieb die Eremitage als ein „bizarres und lustiges Haus, verwinkelt, mit seltsamen Türen und Fenstern, mit kleinen Anbauten“. Nadar verkaufte das Anwesen 1894, zog weg und richtete ein Fotoatelier im Süden ein.